# Monteleone di Puglia
Monteleone di Puglia es una localidad y comune italiana de la provincia de Foggia, región de Apulia, con 1.136 habitantes.

## Evolución demográfica
| Gráfica de evolución demográfica de Monteleone di Puglia entre 1861 y 2001 |
|                                                                            |
| Fuente ISTAT - elaboración gráfica de Wikipedia                            |